# Emanuel Chobot
Emanuel Chobot (ur. 1 stycznia 1881 w Orłowej, zm. 7 czerwca 1944 w Morawskiej Ostrawie) – polski działacz lewicowy na Śląsku Cieszyńskim w okresie I Republiki Czechosłowackiej, przewodniczący PSPR, poseł na sejm w Pradze, członek Rady Narodowej Księstwa Cieszyńskiego w 1918 roku.
W młodości pracował w oddziale austriackiej federacji konsumentów w Orłowej. Od 1908 do 1918 roku członek powiatowej rady PPSD w Cieszynie, po 1920 roku współtworzył PPSD Republiki Czechosłowackiej.
Od 1921 do 1938 roku działacz Polskiej Socjalistycznej Partii Robotniczej na Śląsku Cieszyńskim.
W latach 1929–1935 sprawował mandat posła do Zgromadzenia Narodowego w Pradze, działał w grupie socjaldemokratycznej.
Był jednym z przywódców lewicowego odłamu w polskim ruchu socjalistycznym, opowiadał się za bliską współpracą z czeską socjaldemokracją.